# Kanton Tulle-Campagne-Sud
Tulle-Campagne-Sud is een voormalig kanton van het Franse departement Corrèze. Het kanton maakte deel uit van het arrondissement Tulle. Het werd opgeheven bij decreet van 24 februari 2014, met uitwerking op 22 maart 2015.  Twaalf gemeenten werden opgenomen in het nieuwe kanton Sainte-Fortunade; Les Angles-sur-Corrèze en Gimel-les-Cascades werden opgenomen in het nieuwe kanton Naves.

## Gemeenten
Het kanton Tulle-Campagne-Sud omvatte de volgende gemeenten:
- Les Angles-sur-Corrèze
- Chanac-les-Mines
- Le Chastang
- Cornil
- Gimel-les-Cascades
- Ladignac-sur-Rondelles
- Lagarde-Enval
- Laguenne
- Marc-la-Tour
- Pandrignes
- Saint-Bonnet-Avalouze
- Sainte-Fortunade
- Saint-Martial-de-Gimel
- Saint-Priest-de-Gimel

De hoofdplaats van het kanton is Tulle.